# Twardorzeczka
Twardorzeczka – wieś w Polsce położona w województwie śląskim, w powiecie żywieckim, w gminie Lipowa. 
Powierzchnia sołectwa to 234 ha, a liczba ludności w 2020 wynosiła 1434 osób, co daje gęstość zaludnienia równą 612,8 os./km².
Położona jest w południowo-zachodniej części Kotliny Żywieckiej, u stóp Beskidu Śląskiego, a większość zabudowy rozłożona jest wzdłuż dolinki potoku Twardorzeczka. W pobliżu wsi, w zboczach góry Muronka, w granicach rezerwatu przyrody Kuźnie, znajduje się kilka jaskiń, utworzonych w piaskowcach godulskich, m.in. Chłodna i Pod Balkonem (szczelinowa).
Jest jedną z najmłodszych wsi całej Żywiecczyzny, jako samodzielna gromada powstała z przysiółka sąsiednich Radziechów dopiero w 1948 r. W latach 1975–1998 miejscowość administracyjnie należała do województwa bielskiego.
13 października 2001 miała miejsce uroczystość otwarcia budynku Gimnazjum w Twardorzeczce.
W 2022 roku oddano do użytku pumptrack o długości 152 metrów, a także drugi, mniejszy, dla dzieci, o długości 40 metrów.
Z Twardorzeczki pochodzi Monika Brodka.